# Rubén Pardo
Rubén Pardo Gutiérrez (Logroño, 22 de outubro de 1992) é um futebolista profissional espanhol que atua como meio-campo, atualmente defende o Aris.

## Carreira
Pardo começou a carreira na Real Sociedad.